# Wolfgang Tillich
Wolfgang Tillich (* 25. November 1939; † 23. November 1988) war ein deutscher Fußballspieler, der als Torhüter von Hertha BSC im Premierenjahr der Bundesliga 1963/64 in 26 Spielen zum Einsatz gekommen war.

## Laufbahn

### Berliner Stadtliga, 1957 bis 1963
Bei Blau-Weiß 90 Berlin begann die Karriere des Torhütertalents Wolfgang Tillich mit einem Einsatz in der Runde 1957/58 in der Berliner Stadtliga. Am 15. Mai 1958 war er auch in der DFB-Jugendauswahl „A“ zum Einsatz gekommen, die in Flensburg mit 4:0 über die Auswahl Dänemarks gewann. Als der 20-Jährige durch seine 18 Ligaspiele in der Saison 1958/59 deutlich mehr Gelegenheit hatte, auf sein Talent aufmerksam zu machen, nahm Hertha BSC zur Runde 1959/60 den entwicklungsfähigen Torhüter unter Vertrag. Das erste Spiel in der Stadtligaserie 1959/60 trug Hertha bei Blau-Weiß 90 am 23. August 1959 aus und verlor mit Torhüter Tillich die Begegnung mit 2:3 Toren. Der neue Torhüter absolvierte alle 30 Spiele für die Hertha, die als Vizemeister die Runde abschloss. In den Jahren 1961 und 1963 gewann Tillich mit seinem Verein die Meisterschaft in Berlin und zog mit Hertha BSC in die jeweiligen Endrunden um die deutsche Fußballmeisterschaft ein. Insgesamt bestritt er elf Endrundenspiele. Die sportliche Ausbeute fiel für den Berliner Vertreter mit nur einem Sieg (1961: 4:3-Erfolg beim 1. FC Köln) und einem Remis 1963 gegen den 1. FC Kaiserslautern nicht gut aus. Für Hertha bestritt Tillich insgesamt 102 Spiele in der Stadtliga und zog durch die Nominierung der Hertha als Berliner Vertreter mit in die neue Fußball-Bundesliga 1963/64 ein.

### Fußball-Bundesliga, 1963 bis 1965
Hertha verstärkte sich zwar durch die Neuzugänge Harald Beyer, Uwe Klimaschefski, Otto Rehhagel und Carl-Heinz Rühl deutlich gegenüber dem letzten Jahr der Berliner Stadtliga, aber das Niveau der Bundesliga war sofort von Beginn an nicht vergleichbar mit der vorherigen Konkurrenzsituation in Berlin. Am ersten Spieltag, den 24. August 1963, eröffnete die Hertha mit Torhüter Tillich zwar die Runde mit einem 1:1-Unentschieden zuhause gegen den 1. FC Nürnberg, im weiteren Rundenverlauf ging es aber nur noch gegen den Abstieg. Mit dem 14. Rang konnte der Abstieg, mit einem Punkt Vorsprung vor Preußen Münster, knapp abgewehrt werden. Die erhaltenen 65 Gegentreffer sprachen nicht für eine stabile Verteidigung, nur Kaiserslautern mit 69 und der Absteiger 1. FC Saarbrücken mit 72 erhaltenen Treffern hatten noch eine schlechtere Bilanz vorzuweisen. Tillich hatte in 24 Spielen im Tor der Hertha agiert, Hans-Jürgen Krumnow hatte die restlichen sechs Partien bestritten. Für das zweite Jahr in der Bundesliga holte Hertha BSC den Nationalmannschaftstorhüter der Fußballweltmeisterschaft 1962, Wolfgang Fahrian, von Ulm 1846 an die Spree. In der Rückrunde, im Januar 1965, kam Tillich gegen Borussia Dortmund und den VfB Stuttgart zu den zwei einzigen Einsätzen in der Runde 1964/65. Fahrian war mit 25 Spielen die Nummer eins, Krumnow kam auf drei Einsätze. Hertha kam wiederum über den 14. Platz nicht hinaus und kassierte mit 62 Toren zusammen mit dem Karlsruher SC die meisten Gegentreffer in der Saison. Der neue Meister Werder Bremen demonstrierte dagegen wie eine funktionierende Defensive sich zusammensetzt. Ein Torhüter alleine konnte bei Hertha ebenso wenig wie bei Werder, die Qualität der Abwehr ausmachen.

### Regionalliga Berlin, 1965 bis 1969
Tillich blieb nach der Hertha-Zwangsversetzung 1965 in die Regionalliga Berlin noch zwei Runden als Reservekeeper – drei Einsätze in zwei Spielzeiten – und wechselte im Sommer 1967 zu seinem alten Verein Blau-Weiß 90 wo er es dann bis 1969 noch auf 42 Einsätze in der Regionalliga brachte. Sein letztes Spiel bestritt er am 18. Mai 1969 beim 6:0-Erfolg bei den Reinickendorfer Füchsen.

### Internationale Spiele, 1960 bis 1963
In seiner ersten Saison bei Hertha BSC, 1959/60, wurde Wolfgang Tillich in die Nationalmannschaft der Amateure berufen. Er debütierte am 5. März 1960 zusammen mit Gerhard Neuser beim Länderspiel in London gegen England. Spielführer und Mittelläufer Herbert Schäfer dirigierte die Abwehr mit den Verteidigern Willi Gerdau und Jürgen Kurbjuhn und der Berliner Torhüter überzeugte bei dem 1:1-Unentschieden auf der Insel. Deshalb stand er am 18. April 1960 beim Olympia-Qualifikationsrückspiel in Warschau gegen Polen erneut im Tor der DFB-Mannschaft. In Warschau konnte die deutsche Verteidigung aber nicht die Angriffsbemühungen der Gastgeber entscheidend unterbinden und Polen gewann mit 3:1 Toren und war damit für die Olympischen Spiele 1960 in Rom qualifiziert. Am 26. Mai kam Tillich in Saarbrücken im Länderspiel gegen Frankreich zu seinem dritten Einsatz in der Amateurnationalmannschaft.
Nachdem die Berliner Stadtauswahl im September das Erstrundenhinspiel des Messestädte-Pokal 1961/62 dank eines Tores von Erhard Foit von Tennis Borussia im heimischen Olympiastadion gegen den CF Barcelona mit 1:0 gewonnen hatte, mussten die Berliner im Rückspiel Anfang Oktober in Katalonien auf den vorgesehenen Torhüter Hans-Joachim "Jockel" Posinski von Tasmania Berlin verzichten, da dieser von seinem Arbeitgeber für die Reise nicht freigestellt wurde. Für ihn kam Tillich zum Einsatz, der allerdings bei zwei Treffern des brasilianischen Mittelstürmer Evaristo de Macedo und einem von José Antonio Zaldúa zum 3:0-Endstand das Nachsehen hatte.
Im Messestädte-Pokal 1963/64 verlor Tillich mit der Hertha die beiden Erstrundenbegegnungen gegen AS Roma mit 1:3 und 0:2. Der Ex-Dortmunder Jürgen Schütz brachte die Italiener dabei jeweils in Führung. Carl-Heinz Rühl erzielte im Heimspiel den zwischenzeitlichen Ausgleich.